# Mery
Mery (Psylloidea) je nadčeleď hmyzu patřící dříve mezi stejnokřídlé, dnes je řazena do řádu polokřídlí (Hemiptera).

## Charakteristika
Mery se velmi podobají křískům, ale na rozdíl od nich patří mezi mšicosavé. Na světě existuje asi 1500 druhů mer, z toho v ČR žije asi 100. Jsou to rostlinní parazité, živí se rostlinnými šťávami. Třetí pár krátkých silných nohou mají uzpůsobený ke skákání, podobně jako např. molice, které též patří mezi stejnokřídlé.

## Rozmnožování
Mery patří mezi hmyz s proměnou nedokonalou. Poté, co se spáří, klade samice kladélkem vajíčka na rostliny. Vajíčka jsou oválná. Než se larvy (nymfy) změní v dospělce, procházejí celkem pěti stádii vývoje. První stádium se příliš nepodobá dospělému jedinci, má tvar oválu a je pohyblivé. Hledá místo k sání, kde se usídlí. Ostatní stádia se od prvního liší tím, že téměř nejsou schopna pohybu a mají zakrnělé nohy neschopné skákání. Z posledního stádia se vyvine dospělá mera, která už je schopná skákat i létat. Během vývoje totiž nohy zesílily a křídla se vyvinula.

## Zástupci
- Mera jabloňová (Cacopsylla mali)
- Mera hrušňová (Cacopsylla pyricola)
- Mera vrbová (Cacopsylla saliceti)
- Mera skvrnitá (Cacopsylla pyri)
- Mera muková (Cacopsylla breviantennata)